# Pandava aruni
Espèce
Pandava aruni est une espèce d'araignées aranéomorphes de la famille des Titanoecidae.

## Distribution
Cette espèce est endémique du Maharashtra en Inde,. Elle se rencontre dans le cratère de Lonar.

## Étymologie
Cette espèce est nommée en l'honneur d'Arun Shelke.

## Publication originale
- Bodkhe, Uniyal, Kamble, Manthen, Santape & Chikhale, 2017 : A new species, Pandava aruni (Araneae: Titanoecidae) from Lonar Crater Sanctuary, India. Serket, vol. 15, no 3, p. 119-123.